# Pavao Žanić
Pavao Žanić, né le 20 mai 1918 à Kaštel Novi dans municipalité de Kaštela en Croatie et décédé le 11 janvier 2000, était un évêque catholique. Il a été évêque du diocèse de Mostar-Duvno en Bosnie-Herzégovine de 1980 à 1993.